# Tim Gilissen
Tim Gilissen (Enschede, 4 juni 1982) is een Nederlands voormalig betaald voetballer. Hij was van medio 2019 tot en met 23 mei 2022 technisch directeur bij Heracles Almelo.

## Biografie
Gilissen begon met voetballen bij SC Enschede. Vandaaruit werd hij opgenomen in de jeugdopleiding van Heracles Almelo. Hij debuteerde op 2 mei 2003 in de hoofdmacht hiervan, destijds actief in de eerste divisie. Tijdens zijn eerste wedstrijd verloor hij met Heracles met 0-4 thuis van Helmond Sport. In de eerste twee seizoenen bij Heracles was dat het enige competitieduel dat Gilissen speelde voor de club. In het seizoen 2004/05 kwam hij 18 keer in actie voor de club en wist eenmaal te scoren.
Gilissen verhuisde in 2005 naar Go Ahead Eagles. Hij speelde twee seizoenen voor de Eagles en speelde in die periode 71 competitiewedstrijden, waarin hij vijf keer scoorde.
Voor aanvang van het seizoen 2007/08 nam NAC Breda Gilissen over van Go Ahead Eagles. Hiervoor speelde hij op 18 augustus 2007 zijn eerste wedstrijd in de eredivisie: NAC Breda-FC Groningen (0-3).
Gilissen werd in 2012 verkozen tot Maatschappelijk Speler van het jaar vanwege zijn inzet voor maatschappelijke projecten. Hij kreeg een bedrag ter hoogte van vijftigduizend euro om te besteden aan zelf te bepalen goede doelen. Gilissen financierde gedeeltelijk de aanleg van een multifunctioneel voetbalveldje (Soccer44-veldje) op het terrein van zijn eerste club, Sportclub Enschede.
Op 30 september 2014 maakte Gilissen bekend dat hij een punt zette achter zijn loopbaan om zich te richten op een maatschappelijke loopbaan en zijn studie.
Daarna werd Gilissen manager Jeugdopleiding bij zijn voormalige club NAC Breda.
Medio 2019 werd Gilissen technisch manager bij Heracles, als opvolger van Mark-Jan Fledderus. Hij bleef dat tot 23 mei 2022.

## Clubstatistieken
| seizoen | club            | divisie        | duels | goals |
| ------- | --------------- | -------------- | ----- | ----- |
| 2002/03 | Heracles Almelo | Eerste divisie | 1     | 0     |
| 2003/04 | Heracles Almelo | Eerste divisie | 0     | 0     |
| 2004/05 | Heracles Almelo | Eerste divisie | 18    | 1     |
| 2005/06 | Go Ahead Eagles | Eerste divisie | 36    | 3     |
| 2006/07 | Go Ahead Eagles | Eerste divisie | 35    | 2     |
| 2007/08 | NAC Breda       | Eredivisie     | 21    | 0     |
| 2008/09 | NAC Breda       | Eredivisie     | 20    | 0     |
| 2009/10 | NAC Breda       | Eredivisie     | 26    | 0     |
| 2010/11 | NAC Breda       | Eredivisie     | 18    | 0     |
| 2011/12 | NAC Breda       | Eredivisie     | 24    | 0     |
| 2012/13 | NAC Breda       | Eredivisie     | 23    | 0     |
| 2013/14 | NAC Breda       | Eredivisie     | 16    | 0     |
| Totaal  | Totaal          | Totaal         | 238   | 6     |